# Tim Hutchinson
Tim Hutchinson (Bentonville, 1949. augusztus 11. –) az Amerikai Egyesült Államok szenátora (Arkansas, 1997–2003).